# ML
ML és un llenguatge de programació funcional desenvolupat per Robin Milner i altres a finals del 1970 a la Universitat d'Edimburg amb una sintaxi inspirada en el llenguatge abstracte ISWIM que ha donat lloc a una família de llenguatges.
Històricament les sigles ML es refereixen a MetaLlenguatge. És conegut per l'ús que fa de l'algorisme d'inferència de tipus Hindley-Milner.

## Introducció
A l'ML se l'anomena llenguatge funcional impur perquè permet efectes laterals produint programació imperativa, contràriament a llenguatges funcionals purs com el Haskell. Per aquest motiu es considera un llenguatge de programació Multi-paradigma.
Entre les característiques de ML hi ha l'estratègia d'avaluació estricta, funcions com a valors de primer ordre, gestió de memòria per recollidors de brossa, polimorfisme paramètric, tipatge estàtic, inferència de tipus, tipus abstractes de dades, encaixos de patrons i gestió d'excepcions.

## Dialectes
SMLML Estàndard, incorpora semàntica formal.
Alice MLllenguatge i compilador impulsats per la universitat de Saarland regió alemanya, fronterera amb França on s'anomena Sarre.
Caml/OCamlllenguatge i compilador impulsats per l'entitat estatal de recerca francesa INRIA, és l'acrònim de Categorical Abstract Machine Language.
F#entorn de Microsoft consistent en llenguatge basat en OCaml i biblioteques .NET; Vegeu "Programació en F#"
LML"Lazy ML": llenguatge ML d'avaluació tardana desenvolupat a la Universitat Tecnològica de Chalmers de Göteborg, Suècia
ATSML amb "tipus dependents de valors" desenvolupat a la Universitat de Boston
Parallel ML (Projecte Manticore)Extensió de paral·lelisme sobre Concurrent ML desenvolupat a la Univ. de Chicago.